# Théâtre principal de Pontevedra
Le Théâtre Principal de Pontevedra est un centre de représentation scénique situé dans le centre historique de Pontevedra (Espagne).

## Localisation
Le Théâtre Principal est situé dans le même bloc que le Liceo Casino, étant adjacent à celui-ci. Sa façade principale donne sur la rue Paio Gómez Charino et ses façades latérales sur les rues Don Filiberto et Duque de Tetuán.

## Histoire
Le lieu où se trouve actuellement le théâtre principal a été occupé par l'église Saint-Barthélemy le Vieux  jusqu'au milieu du XIXe siècle. Cet édifice, datant de la fin du Moyen Âge, était en mauvais état à la fin du XVIIIe siècle. En 1769, on commença sa démolition, mais il a finalement été démoli en 1844.
Après plusieurs années comme place ouverte (la place Tetuán), en mai 1864 on a commencé à bâtir un Liceo Casino (œuvre de Domingo Lareu) et le Théâtre Principal (œuvre de Faustino Flores), qui appartenait au Liceo Casino, inauguré le 2 août 1878. Le théâtre était destiné à l'usage exclusif des membres du Liceo Casino et, en fait, l'entrée du théâtre se faisait par la façade principale du Liceo Casino. Le théâtre a débuté avec la compagnie de Miguel Cepillo, qui a interprété El esclavo de su culpa de Juan Antonio Cavestany.
Manuel Becerra a acheté le bâtiment lors d'une vente aux enchères judiciaire en 1892. Cet édifice a accueilli en avril 1900 la première projection cinématographique de Pontevedra, et en décembre de cette même année la première audition de phonographe. Le théâtre a également accueilli des concerts d'artistes renommés tels que le violoniste Manuel Quiroga et le pianiste Arthur Rubinstein. En 1942, le théâtre est devenu la propriété de Dolores Vázquez. Au milieu du XXe siècle, le théâtre fonctionnait presque exclusivement comme un cinéma.
Le 14 avril 1980, un incendie a détruit les deux bâtiments, bien que les murs intérieurs et les murs extérieurs soient restés debout. Le 1er juillet 1983, la séance plénière de la municipalité de Pontevedra a décidé à l'unanimité d'acheter les ruines du Théâtre Principal. Le 22 août 1983, la mairie acquiert les ruines du théâtre et, le 9 janvier 1984, un appel d'offres est lancé pour sa reconstruction.
Le bâtiment actuel, inauguré en janvier 1987, est l'œuvre de l'architecte José Miyer Caridad, qui a remporté le concours d'avant-projet.

## Description
La façade du théâtre est néoclassique. Elle est dotée de fenêtres et de portes symétriques à encadrement en granit, et celles du premier étage sont équipées d'avant-toits. L'entrée principale se termine par un fronton à l'intérieur duquel se trouve un arc creux. En juillet 2015, la façade du théâtre a retrouvé les pans de mur blancs recouvrant la pierre avec lesquels le bâtiment a été conçu au XIXe siècle.
Le théâtre est réparti sur cinq étages et deux sous-sols, dans lesquels il abrite deux salles d' exposition et un auditorium d'une capacité totale de 434 places. Sa scène, qui occupe 52 mètres carrés, est équipée d'une plateforme mobile.
L'espace a un faux plafond qui aide à améliorer l'acoustique, ainsi qu'à cacher l'installation de l'éclairage. Son style décoratif cherchait à combiner l'apparence des théâtres du XIXe siècle avec un intérieur plus contemporain.

## Galerie d'images
|                                           |
| Façade nord avec ses pilastres classiques |

|                         |
| Façade éclairée la nuit |

|        |
| Façade |

|                         |
| Façade en noir et blanc |

|                                       |
| Façade sud avec le guichet (à gauche) |

|        |
| Entrée |

|       |
| Scène |

|             |
| Façade nord |